# James F. Burke

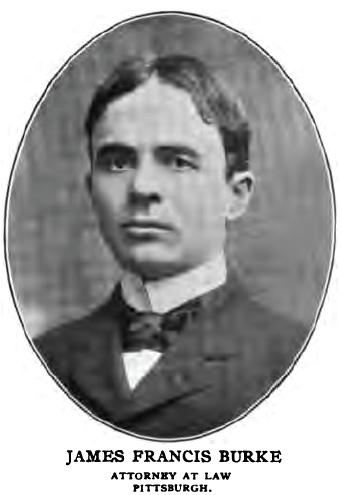
James F. Burke

James Francis Burke (* 21. Oktober 1867 in Petroleum Center, Venango County, Pennsylvania; † 8. August 1932 in Washington, D.C.) war ein US-amerikanischer Politiker. Zwischen 1905 und 1915 vertrat er den Bundesstaat Pennsylvania im US-Repräsentantenhaus.

## Werdegang
James Burke besuchte die öffentlichen Schulen seiner Heimat. Nach einem anschließenden Jurastudium an der University of Michigan in Ann Arbor und seiner 1892 erfolgten Zulassung als Rechtsanwalt begann er in Pittsburgh in diesem Beruf zu arbeiten. Gleichzeitig schlug er als Mitglied der Republikanischen Partei eine politische Laufbahn ein. Im Jahr 1892 war er Sekretär des Republican National Committee. Danach wurde er Präsident der American Republican College League. US-Präsident Benjamin Harrison beauftragte ihn mit der Überarbeitung der Schiffahrtsgesetze. Zwischen 1892 und 1928 mit einer Ausnahme  – im Jahr 1912 – war er an allen Republican National Conventions entweder als Delegierter oder als Mitglied des Organisationsausschusses beteiligt.
Bei den Kongresswahlen des Jahres 1904 wurde Burke im 31. Wahlbezirk von Pennsylvania in das US-Repräsentantenhaus in Washington, D.C. gewählt, wo er am 4. März 1905 die Nachfolge von Henry Kirke Porter antrat. Nach vier Wiederwahlen konnte er bis zum 3. März 1915 fünf Legislaturperioden im Kongress absolvieren.
Im Jahr 1905 nahm Burke als Delegierter an einer Friedenskonferenz in Brüssel teil. Zwischen 1909 und 1911 war er Vorsitzender des Bildungsausschusses. Er saß zeitweise auch im Militärausschuss sowie im Währungs- und Bankenausschuss. Im Jahr 1914 verzichtete er auf eine erneute Kongresskandidatur.
Nach dem Ende seiner Zeit im US-Repräsentantenhaus praktizierte Burke wieder als Anwalt. Während des Ersten Weltkrieges leitete er als Director of War Savings die Bundesbehörde für Kriegseinsparungen. Seit Dezember 1927 bis zu seinem Tod fungierte er als juristischer Berater des Republican National Committee.
Privat war er begeisterter Golfspieler. Mit seiner Frau Josephine hatte er zwei Kinder. James Burke starb am 8. August 1932 in der Bundeshauptstadt Washington und wurde in Pittsburgh beigesetzt.